# 神通鬼大
《神通鬼大》是一款由美國遊戲商LucasArts製作，提姆·謝弗擔任專案開發主導人，於1998年在Windows平台上推出的冒險遊戲。此遊戲是LucasArts第一款結合3D電腦圖形與預先渲染背景的作品，與其它的LucasArts冒險遊戲相同，玩者必須透過與其他角色互動並正確地觀察週遭、收集和使用關鍵物品來解開謎題，以將遊戲故事向前推進。
遊戲裡的世界觀結合了阿茲特克文明對死後世界的信仰，以及來自《梟巢喋血戰》、《北非諜影》等黑色電影的要素，建構出了一個名叫「亡者國度」（Land of the Dead）的遊戲舞台。在遊戲劇情裡，凡是從生間世界離世的靈魂在抵達安息之地之前，必須展開一段穿越亡者國度的旅程。遊戲主角曼尼（Manny）是一位在死亡部門（Department of Death、DoD）任職的員工，他試圖要為一位名叫麥姬（Meche）的少女靈魂能夠平安渡過漫長旅程。
本作推出後獲得來自媒體評論家普遍的讚賞，在其藝術設計和遊戲內容方面也獲得了許多好評，除了獲得多座遊戲獎項外，亦在許多媒體所列出的史上最佳遊戲列表中占有一席之地。然而，本作在銷售方面的表現不如預期，比不上差不多同時期推出的《戰慄時空》、《星海爭霸》等其它遊戲，造成LucasArts因此終止往後其它冒險遊戲的開發，也被視為是冒險遊戲類型衰退的一部分原因。
此遊戲推出多年後，在2014年E3電子娛樂展的索尼互動娛樂媒體大會上，發表了由謝弗執掌的工作室Double Fine Productions將負責開發重製版本《神通鬼大》的消息。重製版本除了有在PlayStation 4、PlayStation Vita、Microsoft Windows、OS X和Linux等平台上發行外，也陸續在Android和iOS等行動裝置系統上推出。

## 玩法
不同於之前多數的LucasArts冒險遊戲是採用滑鼠來移動角色與周圍物件互動，《神通鬼大》在操作上改以鍵盤或是搖桿、遊戲手把等輸入裝置來進行。遊戲裡玩家需操控一位名叫曼紐·「曼尼」·卡拉維拉（Manuel "Manny" Calavera）的角色在各種場景裡走動，找尋可用的物品來解謎，而在遇到可互動的物件時，曼尼會有轉頭盯著看的反應。
遊戲畫面的上並不會顯示出目前持有道具的狀態欄列，而是要玩家壓下指定的按鈕來將畫面切換到曼尼的胸膛，來讓曼尼從胸口掏出他目前持有的道具給玩家知悉。
在遊玩的過程裡曼尼會有許多與各種不同角色對話的機會，對話內容裡有許多是解謎的關鍵提示。與大多數LucasArts冒險遊戲相同，《神通鬼大》裡不會有角色死去，或是因解謎順序不對而卡關無法繼續遊戲，造成需重新遊玩的情況發生。
劇情的時間軸方面是劃分成四個年份，每個年份皆為一個獨立章節，玩家需要在各章節的場景裡闖蕩並解開所有謎題，才能前往下一個年份。

## 遊戲內容

### 世界觀
遊戲的背景設定是當生者從凡間離世後，靈魂會先前往位在「第八陰間」（Eighth Underworld）的亡者國度裡。靈魂若想前往真正的安息之地「第九陰間」（Ninth Underworld），必須要在亡者國度展開一段長達四年的徒步旅程。
雖然前往第九陰間的路程困難常讓許多靈魂放棄，不過若靈魂生前品格良好，便有獲得快速前往第九陰間的機會。位在亡者國度骨髓城（El Marrow）裡的死亡部門，便是專門替靈魂評估生前道德行為，販售前往第九陰間旅程方案的公司，其中最好的方案是只要四分鐘便能抵達第九陰間的「九號列車」（Number Nine）套票。
劇情裡靈魂的造型皆為骷髏模樣，而要摧毀一個靈魂的方法是要將被稱為「發芽劑」（Sproutella）的東西打入到對方身上，這樣對方骨骼裡頭會被寄生植物給入侵蔓延，最後全身會生長出一堆花草永遠失去意識。
亡者國度裡除了有人類靈魂之外，也有著像是惡魔等其它獨特居民存在。

### 劇情

遊戲裡第二年章節的場景之一—曼尼（左）與他的友人葛羅蒂斯，一同在他自己經營的卡拉維拉餐館（Café Calavera）裡。

主角曼尼是一位住在亡者國度骨髓城裡的靈魂，因為他生前的行為有所過失，為了贖罪而在死亡部門從事亡者旅程代理人工作。但曼尼在工作上並不順心，因為他的顧客幾乎都是生前品行欠佳，無法販售好的旅程方案賺取佣金，另外所有好的客戶都被他在職場上的競爭對手多米諾·賀里（Domino Hurley）給搶去。
某日曼尼用了一些小手段，從多米諾那裡偷來一份客戶資料，該名客戶是一位名叫麥西迪絲·「麥姬」·柯洛瑪（Mercedes "Meche" Colomar）的少女靈魂。麥姬生前的品德良好，讓曼尼認為可以提供她搭上九號列車的套票，但是死亡部門的評估系統最後卻列出麥姬只能得到需花四年時間的徒步旅程方案。
曼尼對麥姬無法獲得九號列車前往第九陰間的情況感到不解，隨後才得知原來是多米諾與死亡部門的老闆唐·柯波（Don Copal）偷偷操控系統，再將多出的套票轉賣給犯罪組織首腦黑克多·勒曼斯（Hector LeMans），然後黑克多暗中以高價販售給持有大筆錢的靈魂來賺取暴利。另外黑克多亦是個會以發芽劑來摧毀妨礙他行事的靈魂，手段殘酷的暴戾份子。
隨後曼尼發現死亡部門裡一名叫做薩爾瓦多·李莫納斯（Salvador Limones）的保全其真實身份是失落靈魂同盟（Lost Souls' Alliance、LSA）領袖，是一個為了打倒黑克多讓其他善良靈魂能奪回前往第九陰間權利而成立的組織。而薩爾瓦多為了在死亡部中能有個內應，便招募了曼尼。
之後在薩爾瓦多的協助之下，曼尼與他的友人葛羅蒂斯（Glottis）—一個酷愛駕駛車輛、體型巨大的橘色惡魔，一同逃離了骨髓城。隨後曼尼便在亡者國度的其它地點接洽工作，一邊等待著薩爾瓦多的回應，一方面希望能再見到麥姬一面，來幫助她前往應屬於她所在的安息之地。

## 製作

### 過程

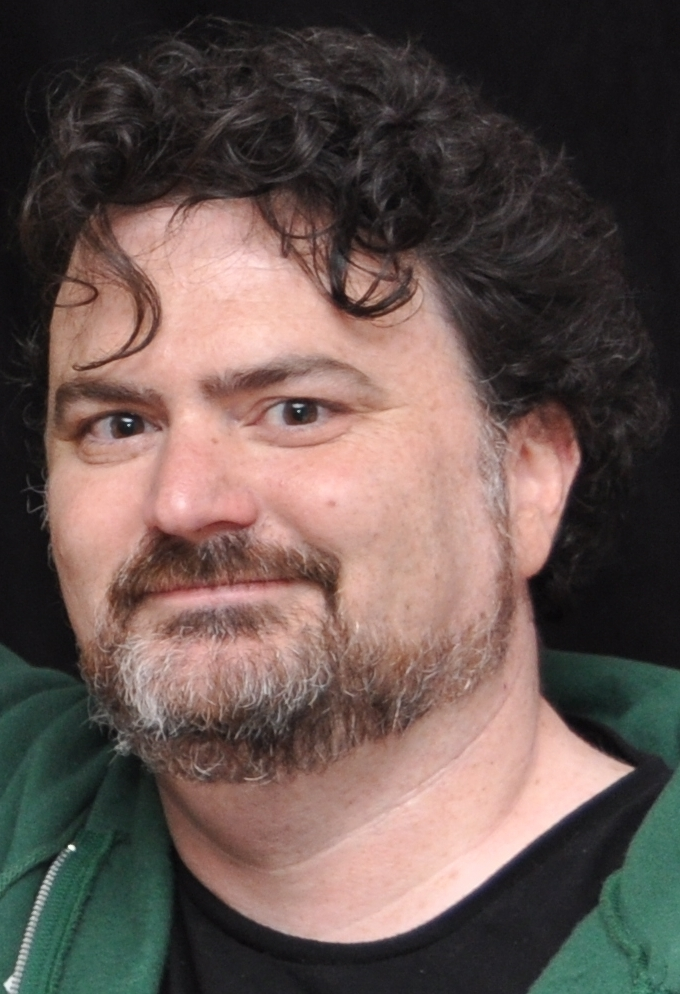
此遊戲的核心人物提姆·謝弗，他參與過LucasArts在90年代所發行多款冒險遊戲的開發。

《神通鬼大》的創意總監為提姆·謝弗，在謝弗發行1995年遊戲《極速天龍》之前，他內心就有念頭想開發一款以墨西哥傳統文化節日亡靈節作為主題的遊戲。過去謝弗把《極速天龍》跟《神通鬼大》兩款遊戲的概念內容提交給LucasArts審核時，LucasArts選擇了前者，之後因《極速天龍》在市場上獲得不差的反應後，讓謝弗有了製作《神通鬼大》的機會。此遊戲的專案在1995年6月開始著手，並在過程裡砸下了約300萬美元的預算。
遊戲引擎的選擇上，是採用製作《絕地武士：死星戰將II》的引擎「Sith」為基礎，所開發出的新引擎「GrimE」，這也是LucasArts自1986年的《魔王迷宮》後，第一次不使用SCUMM引擎來開發的冒險遊戲。人物角色採用3D電腦圖形塑造，並立體模型來製作預先彩現背景，這也是LucasArts眾冒險遊戲裡首款以3D方式表現的作品。
因《神通鬼大》的遊戲引擎GrimE是使用Lua程式語言來開發，這帶動了後續一些遊戲作品也採用該程式語言來編寫，如《柏德之門》等。

### 主題
作品風格上結合了阿茲特克文化對於來世與死後世界的各種信仰觀念，以及黑色電影形式的情節。遊戲人物的造型上，是基於在亡靈節裡使用到的飾品卡拉維拉人偶來創作；場景建物方面，則是引用在1930年代興起的裝飾風藝術與阿茲特克神廟等樣式。
其中採用阿茲特克文化的動機，來自於謝弗過去在柏克萊分校參加人類學課程時，受民俗學家Alan Dundes艾倫·鄧德斯指導中所學習到的事物，當時謝弗在那四年學習期間有進行探索來世方面文化的旅程，這對往後謝弗在創作此遊戲上給予許多靈感。而墨西哥有個民俗是當有人過世時，會在死者的胸口與棺材各藏放一袋金錢，這樣當死者來到死後世界若被其他靈魂偷走胸口的那一袋金錢時，仍有保留在棺材的另一份可用。這種死後世界仍存在著貪欲、犯罪的情況，讓謝弗對此相當著迷，而嘗試將這些元素套用在遊戲裡。
遊戲故事情節是受數部黑色電影作品所影響，其中描述一名保險員被陷入一場謀殺事件的《雙重賠償》，是謝弗主要的劇情靈感來源。其它受影響的電影包含有《唐人街》、《大亨遊戲》、《梟巢喋血戰》、《黑獄亡魂》、《蓋世梟雄》等等，另外在遊戲第二章節裡有不少地方取材自《北非諜影》，該章節裡登場的警長與賭徒兩名配角便是謝弗致敬在《北非諜影》裡演出的克勞德·雷恩斯與彼得·羅；而遊戲裡的大反派黑克多，則是從雪梨·格林斯特里特在《北非諜影》飾演的黑社會人物法拉利（Ferrari）來構想。除電影作品之外，一些推理小說家也讓謝弗獲得劇情上啟發，例如像雷蒙·錢德勒、達許·漢密特等人。
起初謝弗計劃將作品取名為《亡者契約》（Deeds of the Dead），而主角曼尼是設定成一名在亡者國度裡的房地產代理人。其它曾構想過的標題另有《長眠》（The Long Siesta）、《安眠》（Dirt Nap）等，最後才敲定為現今的《神通鬼大》。

### 美術與圖形

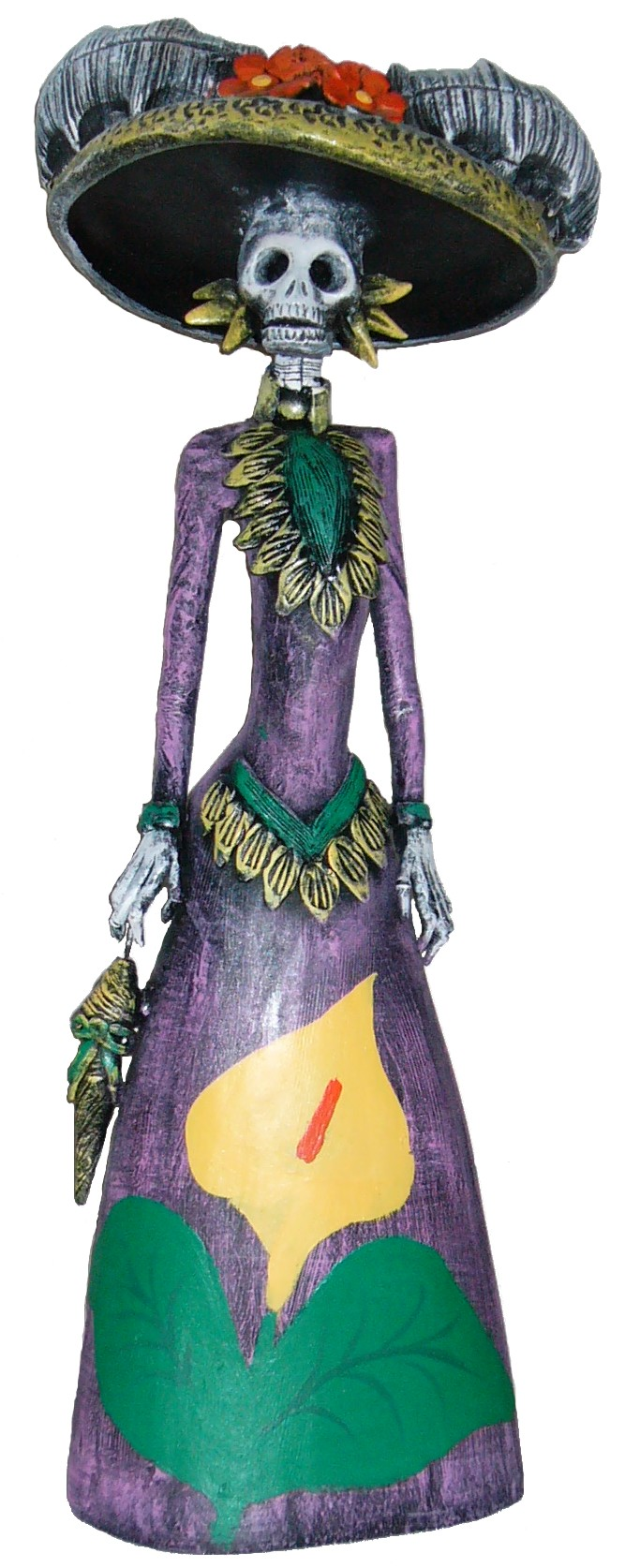
在亡靈節裡常見的裝飾物品卡拉維拉人偶是遊戲角色參考來源。

畫面的表現上，《神通鬼大》是將靜態的預先彩現背景圖像與3D立體的亡靈節卡拉維拉人偶造型角色、物件給混合在一起。在遊戲一共包含約90多個場景與50多個登場角色，其中主角曼尼就使用到250個左右的多邊形來呈現。
角色的設計主要交由LucasArts美術師陳彼得創作，其中一些現實生活人物有作為裡頭角色的靈感，像是喜愛駕駛車輛的惡魔葛羅蒂斯，他的形象是從改裝車設計師艾德·羅斯來獲得啟發。
後續開發團隊有注意到，若將三維模型套用在預先彩現背景裡，便可以直接做出調整畫面視角鏡頭的效果，這種方式可不必像過去在傳統2D平面遊戲上必須要請美術師來重新繪製。而除了透過遊戲引擎設計出角色在對話時的肢體行為之外，也另弄出當曼尼在走動時，若遇到重要物品時會做出轉頭盯著看的行為，這個設計則間接成為一個對玩家在解謎時的暗示動作。
過場動畫是使用遊戲裡操作的角色製作成全動態影像片段來表現，因此不會像一些遊戲在過場動畫人物與遊戲場景人物為分開製作，造在兩者風格上會有差別的情況。

### 配音與配樂

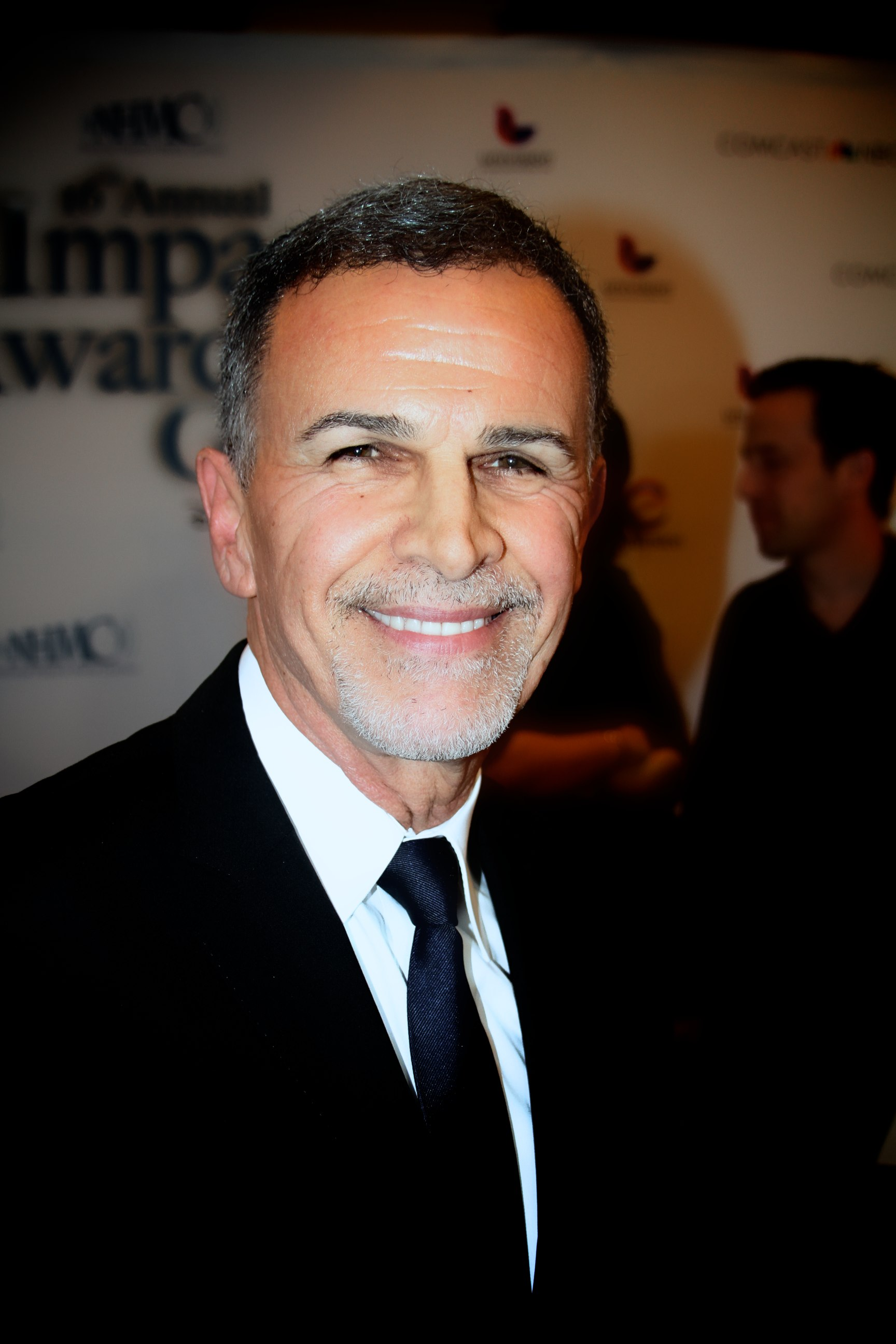
負責為遊戲裡曼尼配音的托尼·普蘭納。

《神通鬼大》遊戲裡有著大量的角色對話內容，其中曼尼是由拉丁裔演員托尼·普蘭納演出，曼尼的心儀對象麥姬則是拉丁女演員瑪麗亞·坎諾·芭瑞拉所配，曼尼的好夥伴葛羅蒂斯是美國演員艾倫·布魯門菲爾德擔任，大反派黑克多則是職業配音員吉姆·沃德負責。對於托尼·普蘭納的配音表現，謝弗表示他的拉丁裔身份有助於強化曼尼的角色性格，而他在遊戲裡穿插的一些西班牙語能讓整體上更顯得自然。
遊戲配樂的部分是由彼得·麥康奈爾創作，曲風上是採用混合南美民謠、爵士樂、搖擺樂、管絃樂等所組成，麥康奈爾除了從艾靈頓公爵、班尼·古德曼、馬克斯·史坦納等作曲家身上獲得許多啟發，另外也受到凱爾特人、俄羅斯、墨西哥、西班牙等民族或地方的弦樂文化所影響。演奏人員方面是找來麥康奈爾在舊金山一帶知悉的樂手，以及一些墨西哥街頭樂隊表演者。

## 發行
最初此遊戲的發行時間是安排在1998年的上半年期間，但之後被延期。在確認延期後的時期裡，仍有一些謎題與角色在基於技術問題上被迫捨棄，例如在結尾對抗黑克多的高潮段落裡，原先是安排需要完成五個階段的謎題才能勝利。
遊戲後續安排在1998年10月30日週五發售，該週週末同時是當年度亡靈節的舉辦時刻。並且也有推出遊戲的原聲帶CD。

## 反應

### 媒體評價
在遊戲的內容上，《神通鬼大》獲得了來自媒體近乎一面倒的正面評價，像電子遊戲網站GameSpot對其劇情讚賞有加，提到「很謝天謝地《神通鬼大》避免了陳腔濫調的八股內容」以及「從遊戲背景與角色發展出獨有的幽默，在沒有刻意去自嘲的表現下，創造了這個可信的世界」。Game Revolution的評論中，則以曼尼自己的口吻表示著「就藝術成就來說，我給我的冒險五根大腿骨」來形容此遊戲的成功表現。另一網站IGN採用了「就我所能形容，神通鬼大絕對是我們所見過最佳的冒險遊戲」的感想來肯定內容。Eurogamer方面表示這款是少有結合黑色電影風格的冒險遊戲，認為對於往後像是《黑色洛城》類型主題的遊戲有著影響。
報章刊物方面，雜誌《PC Zone》強調遊戲在製作的完整性方面上，有著專家級的執導、服裝、角色、與氛圍，足以另外拍成一部絕佳的電影。《Next Generation》遊戲雜誌稱讚這是一款高明、美妙、有趣的冒險遊戲，讓人相當期待能見識到續作的推出。《軟體世界》認為扣掉一些操作上的瑕疵，整體上有著各款經典冒險遊戲的優點，以及別出心裁的美術。《電腦遊戲世界》將此列為雜誌特別推薦的最佳遊戲之一，扣除硬體要求偏高和一些小的程式錯誤問題外，足以堪稱有五星級表現的作品。而《舊金山紀事報》評論此遊戲像是一場狂野的舞蹈，靠著古怪的角色、誘人的謎題、不佔用螢幕畫面的操作介面，讓玩家能完全投入在遊戲裡。《休士頓紀事報》則把此作品與《戰慄時空》並列為1998年期間最好的遊戲，表示作品裡畫面圖形有著令人吃驚到快把下巴給掉下來的完成度，並認為內容帶有黑色與詼諧的幽默成份。《衛報》表示這是由專門定義出冒險遊戲該有含意的LucasArts公司，所推出一款真正的經典作品。
配樂和遊戲原聲帶表現方面，網站IGN表示即使在完成遊戲後，心情仍會保持在沉醉配樂的旋律裡頭。線上音樂網站Square Enix Music Online認為曲調演奏內容表現專業，在聆聽時有彷彿是靜坐在酒吧裡頭的氣氛。RPG類型遊戲網站RPGFan稱讚有著優美、演奏出色的表現，即使是在無關遊戲的場合下也能自成一格。
不過《神通鬼大》的操作方式則引來不少批評，像網站WomenGamers的評論中雖然激賞它「創新的故事情節、角色、以及墨西哥風情的場景」，但感到遊戲介面窒礙難行，覺得「比較像是因為這些限制，而使得遊戲操控性不足」。其它如Gamespot、IGN等網站也認為遊戲會讓玩家需要花上一段時間才能上手，有著較不易嘗試的學習曲線，並且在一些畫面的視角位置也容易造成解謎時的不方便，其中在一段需使用電梯的場景中特別不容易操控。
其它的負面批評部份，冒險遊戲主題網站Adventure Gamers提出對於遊戲配樂的不滿，認為曲風太過沉重，不適合遊戲主題。而雜誌《電腦與電子遊戲》另留意到在載入遊戲光碟內容時容易造成遊戲中斷，影響了遊玩時的興致。

### 銷售成績
《神通鬼大》的發行時間接近當時期間的年底，有被估計應能賣出不差的成績。在發行後有列在市場統計網站PC Data上11月首週電腦遊戲銷售排行的第6名，不過在隔週便擠出榜外。截止到1998年年底《神通鬼大》賣了約5萬多份，獲得200萬多美元的成績。到了2000年3月期間，則是累積到9萬5千多份。美國海外的市場方面，在英國GfK Chart-Track網站的12月份首週銷售曾有得到第1名成績，不過在四週後則跌出10名以外。
雖然LucasArts曾公開發言表示著《神通鬼大》達到了國內的成績要求，且超出在全球市場方面的預期。但到了2000年期間後，銷售量便難有進一步成長。其中2001年降到了賣出1萬6000多份，2002年上半年只到8000多份。《神通鬼大》最後在全球累積的銷售量約50萬份，數量上不及謝弗前一款作品《極速天龍》的一半，因此普遍不被媒體認為是款在商業上成功的遊戲。
謝弗在LucasArts裡共事過的夥伴戴夫·葛羅斯曼也認為儘管這款遊戲的企圖雄心勃勃，且砸下不少開發經費，但並沒有賺到多少錢。
雜誌《Edge》認為要把此遊戲的銷售視為是LucasArts名譽上的挫敗也不完全正確，但如此成績表示著比起《神通鬼大》裡抽著菸的骷髏頭角色，玩家們還是比較喜歡《極速天龍》裡騎著摩托車的人物，並且反應出當時遊戲界裡冒險類型遊戲已處在被市場淘汰的邊緣。《衛報》方面提出雖然這款遊戲有受到狂熱者們的喜愛，但有限的銷售成績，讓LucasArts開始放棄了他們過往拿手的冒險遊戲領域。

### 獲取獎項
| 年份   | 公布者                   | 獎項                      |
| ------ | ------------------------ | ------------------------- |
| 1998年 | 媒體網站CNET             | 年度最佳冒險遊戲          |
| 1998年 | 電子遊戲網站GameSpot     | E3電子娛樂展最佳遊戲      |
| 1998年 | 電子遊戲網站GameSpot     | 年度最佳冒險遊戲          |
| 1998年 | 電子遊戲網站GameSpot     | 年度風雲遊戲              |
| 1998年 | 電子遊戲網站GameSpot     | 最佳遊戲圖像（美術設計）  |
| 1998年 | 電子遊戲網站GameSpot     | 最佳遊戲音樂              |
| 1998年 | 電子遊戲網站IGN          | 年度最佳冒險遊戲          |
| 1998年 | 遊戲雜誌《電腦遊戲世界》 | 年度最佳冒險遊戲          |
| 1998年 | 遊戲雜誌《Micromanía》   | 最佳冒險·角色扮演類型遊戲 |
| 1998年 | 遊戲雜誌《PC Gamer》     | 年度冒險遊戲              |
| 1998年 | 遊戲評論家獎             | 最佳冒險遊戲              |
| 1998年 | 互動藝術與科學學會       | 年度電腦平台冒險遊戲      |

### 列名項目
| 年份   | 公布者                               | 項目                               |
| ------ | ------------------------------------ | ---------------------------------- |
| 1999年 | 電子遊戲網站GameSpot                 | 十大最佳電腦遊戲原聲帶             |
| 1999年 | 電子遊戲網站GameSpot                 | 讀者票選十大最佳電腦遊戲結局第10名 |
| 2000年 | 冒險遊戲網站Adventure Classic Gaming | 史上前十大冒險遊戲第9名            |
| 2001年 | 遊戲雜誌《電腦遊戲世界》             | 《電腦遊戲世界》名人堂作品之一     |
| 2003年 | 電子遊戲網站GameSpot                 | 史上最佳遊戲之一                   |
| 2004年 | 電子遊戲網站GameSpy                  | 史上二十五大被低估的遊戲第7名      |
| 2004年 | 冒險遊戲網站Adventure Gamers         | 史上前二十大冒險遊戲第7名          |
| 2004年 | 電子遊戲網站GameSpy                  | GameSpy名人堂作品之一              |
| 2007年 | 電子遊戲網站IGN                      | 史上前百大遊戲第36名               |
| 2009年 | 電子遊戲網站IGN                      | 最佳25款電腦平台遊戲第20名         |
| 2011年 | 冒險遊戲網站Adventure Gamers         | 史上前百大冒險遊戲首位             |
| 2011年 | 遊戲雜誌《PC Gamer》                 | 史上前百大電腦平台遊戲第80名       |
| 2012年 | 新聞雜誌《時代》                     | 史上前百大遊戲之一                 |
| 2013年 | 科技雜誌《連線》                     | 1998年最佳遊戲圖形表現作品         |
| 2014年 | 電影雜誌《帝國》                     | 史上前百大遊戲第84名               |
| 2014年 | 遊戲雜誌《PC Gamer》                 | 《PC Gamer》百大遊戲選第21名       |
| 2015年 | 音樂雜誌《Fact》                     | 百大遊戲原聲帶第43名               |

## 後續
完成《神通鬼大》後不久謝弗離開了LucasArts，之後他在2000年與許多之前曾一同開發《神通鬼大》的同仁成立了遊戲公司Double Fine Productions。在Double Fine Productions裡，謝弗繼續投入冒險類型遊戲的開發。
到了2011年史密森尼美國藝術博物館發起了電子遊戲歷史上具代表性藝術創造的遊戲作品票選活動，當時《神通鬼大》有被列為清單的入選作品之一，之後隔年在電子遊戲藝術的活動上展出。
2012年位於墨爾本的澳洲動態影像中心，舉辦了介紹電子遊戲歷史上具影響力人物的「遊戲大師」（Game Masters）展覽，謝弗因創作出《神通鬼大》的緣故，被歸類在「遊戲改變者」（Game Changers）的專區裡介紹。

## 重製版本
2013期間LucasArts被華特迪士尼公司被併購後，開始從遊戲開發公司轉型成商品授權公司。謝弗表示著在那時之前就曾嘗試向LucasArts取得《神通鬼大》智慧財產權，但因為當時LucasArts管理部門流動頻繁而難以實現。
當謝弗試著向LucasArts與華特迪士尼公司詢問產權時，索尼公司的副總裁亞當·博伊斯因為注意到卡普空與Midway等遊戲公司試圖將他們過去發行的名作給再次風行，開始對《神通鬼大》產生興趣，而迪士尼互動的生產副總裁約翰·維吉諾奇（John Vignocchi）本身也是LucasArts的冒險遊戲迷，便支持亞當的行動。在索尼一方發現謝弗與他們一樣都是在試圖取得《神通鬼大》的產權時，便同意一起合作。LucasArts將《神通鬼大》的產權轉給謝弗後，謝弗在索尼公司的財務資助下，開始投入將《神通鬼大》給重製的計畫。其中索尼一方不要求此遊戲的產權，僅指名謝弗的Double Fine Productions公司要給予此遊戲在PlayStation平台上的專有權利。
重製版的製作消息，之後是在2014年6月E3電子娛樂展的索尼互動娛樂會場活動上公開。

### 重製版製作
在重製《神通鬼大》的過程中有發生許多困難的情況，例如有不少關鍵的遊戲檔案遺失、或是儲存在過時的格式裡。例如迪士尼與LucasArts有為Double Fine Productions還原了許多存儲遊戲資料的數位線性磁帶，但卻有Double Fine Productions裡頭並沒有可以讀取該磁帶機器的問題出現，之後是請前任LucasArts音效工程師喬伊·普姆（Jory Prum）找來一台保存良好的磁帶讀取機，來將存放在磁帶裡的所有遊戲音效資料匯出。
謝弗之後指出當時在開發《神通鬼大》時，對於程式碼的保留不像往後有標準規範，因此可能一些從LucasArts離職的員工可能會有此遊戲部分的複本，便試著從先前員工紀錄來找出相關人員，向他們詢問複本是否仍安在。另外遊戲的原始畫面中有一些圖案因解析度不夠清楚，無法確認當時所要表達的內容，便有找出過去保留下來的概念美術草圖來進行確認。
在過去的內容確認好後，Double Fine Productions開始對角色外觀上的紋理及光照模組等進行改善。謝弗將此重製過程比做像是標準收藏公司發行過去經典電影的方式一樣，也就是提高畫面解析度；但不去變動原有的劇情或角色模樣。
謝弗另外找了曾自行開發非官方修補套件，讓《神通鬼大》能在ResidualVM直譯器上以較高畫質執行的玩家接觸，詢問他們對於重製版方面的意見。其中一項看法便是希望能改善操作方式，因過去謝弗在開發《神通鬼大》時，是採用鍵盤來進行類似當時熱門遊戲《惡靈古堡》的操作方法；但之後被不少人反應在實際遊玩裡不太流暢，便希望能添加可用滑鼠點擊的方式來進行遊戲。後續謝弗有向程式設計師托比亞斯·帕夫（Tobias Pfaff）做了聯繫，因對方先前曾在網路上發布出可使用滑鼠操作《神通鬼大》的模組，便向帕夫取得該程式碼的使用許可來加入在重製版裡。
重製版遊戲音樂方面，之前替《神通鬼大》負責配樂的彼得·麥康奈爾在取回過去以Pro Tools平台製作的《神通鬼大》音樂原始檔案後，發現有一些樣本聽起來的效果不好，便開始進行音樂重新編排。之後麥康奈爾是與墨爾本交響樂團合作，替重製版重新演奏遊戲配樂。

### 展出與發行
於2014年10月舉行的獨立遊戲活動會場IndieCade上，Double Fine Productions展示出開發中的《神通鬼大》重製版內容，當時所呈現的新特點包含有更高解析度的角色模型、可隨時切換全新16:9比例高解析畫面與舊有4:3比例原始遊戲畫面的熱鍵、支援滑鼠的改善操作方式、可收聽謝弗與其他相關開發人員對於遊戲相關內容的解說音軌、以及在雲端上儲放紀錄的功能等等。
後續移植到任天堂Switch遊戲主機的版本，則是在2018年E3電子娛樂展上由謝弗公開宣布。
在重製版上市後，同樣也有發行該遊戲的原聲帶，其中原聲帶裡多出之前遊戲裡所沒有的14首曲目。另外在2018年慶祝《神通鬼大》發行20週年時，有推出黑膠唱片形式的原聲帶。

### 重製版評價
重製版本的評價與原先版本情況相似，在劇情、角色、與配樂都得到Gamespot、IGN等遊戲網站媒體的肯定，而重製版附加的開發人員講解音軌，被認為對於了解遊戲製作的來龍去脈有著很大的幫助；但不支援自動儲存遊戲進度功能的缺失是較可惜的地方，另外重製版的背景畫面並未做出畫質上提升，使得與升級成高解析畫質的角色人物搭配時，會有一些格格不入的情況。
Eurogamer網站另外表示著，雖然不容忽視此遊戲的謎題水準和過去創造出的高峰，但玩家不要被美好回憶蒙蔽，而忽略此遊戲某些內容放在現今也不一定是合適的。《連線》雜誌認為重製版為眾人展示出，此遊戲為何過去能成為一個時代下的產物、獨特的互動性藝術作品。

## 續集問題
在成立Double Fine Productions遊戲公司時，媒體曾詢問謝弗是否有可能在自己的公司製作《神通鬼大》續集，謝弗對此表示雖然對製作續集一事很感興趣，但可能要有五個自己的分身才有時間去進行，而且自己的腦海裡也有很多新點子想要實現。到了2014年宣布開始著手《神通鬼大》重製版的製作後，謝弗表示心裡有考慮開發續集方面的念頭。
但謝弗表示續集上有個困難處理的一點就是劇情方面，因為《神通鬼大》最後結局是曼尼安全抵達了第九陰間，而續集內容得要有讓曼尼必須得離開安息之地的合理原因，或著就是乾脆以全新的角色來創造故事。
另外謝弗也考慮採用類似《俠盜獵車手》系列的開放世界方式，來解決創作續集上的問題。

## 外部連結
- 保存在網路時光機上的《神通鬼大》官方網站
- 《神通鬼大》重製版官方網站 （页面存档备份，存于）